# Jean-Louis Tulou

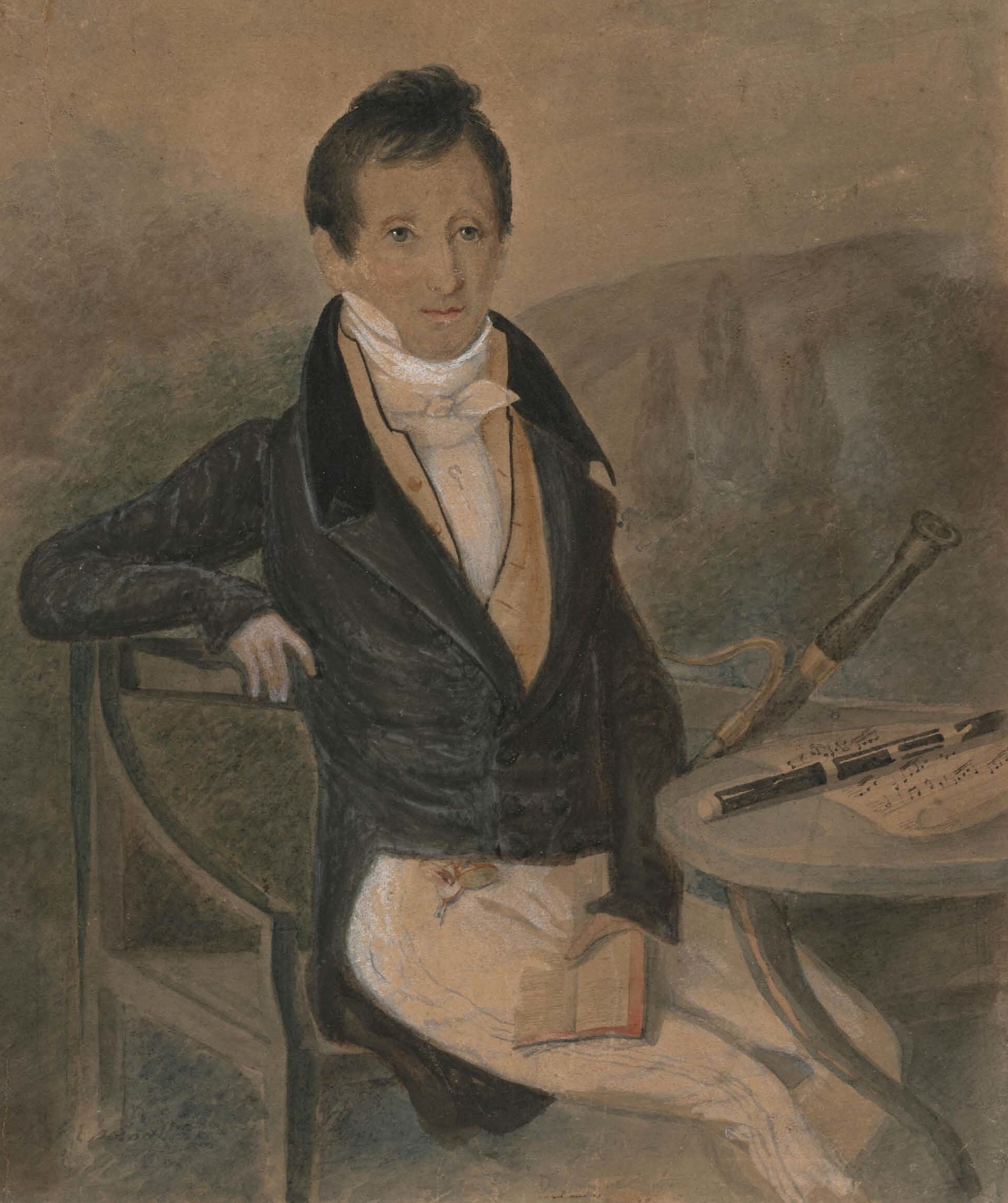
Jean-Louis Tulou.

Jean-Louis Tulou, född 12 september 1786 i Paris, död 23 juli 1865 i Nantes, var en fransk flöjtvirtuos. 
Tulou blev 1796 elev till Johann Georg Wunderlich vid Pariskonservatoriet, varvid fadern var fagottlärare (död 1799), uppnådde 1800 första pris för flöjtspel, blev 1804 förste flöjtist vid den italienska, 1813 efter Wunderlich vid Stora Operan och segrade under denna period över den likaledes berömde Louis Drouet. Som napoleonist fick Tulou inte anställning i det kungliga kapellet under Ludvig XVIII. År 1822 tog han avsked från Stora Operan, men 1826 återvände han som förste soloflöjtist och kort därefter blev han lärare vid konservatoriet, där han till sin pensionering höll på de flöjter som han lät framställa efter det gamla systemet och inte ville befatta sig med de av Theobald Böhm företagna förändringarna. En mängd kompositioner, 110 med opustal, finns av Tulou, såsom konserter och solon med orkester, fantasier, variationer, divertissementer, varav många över operamelodier, med piano, etyder, duetter för två och trior för tre flöjter.